# Kiefer Dresdner Heide
Die Kiefer Dresdner Heide ist seit 1985 ein als Einzelbaum ausgewiesenes Naturdenkmal in der Dresdner Heide. Der Baum, eine Waldkiefer (Pinus sylvestris), hat eine Höhe von etwa 25 Metern und einen Stammumfang von 2,75 Metern. Der Kronendurchmesser beträgt etwa 12 Meter. Sein Alter wird auf etwa 250 Jahre geschätzt.

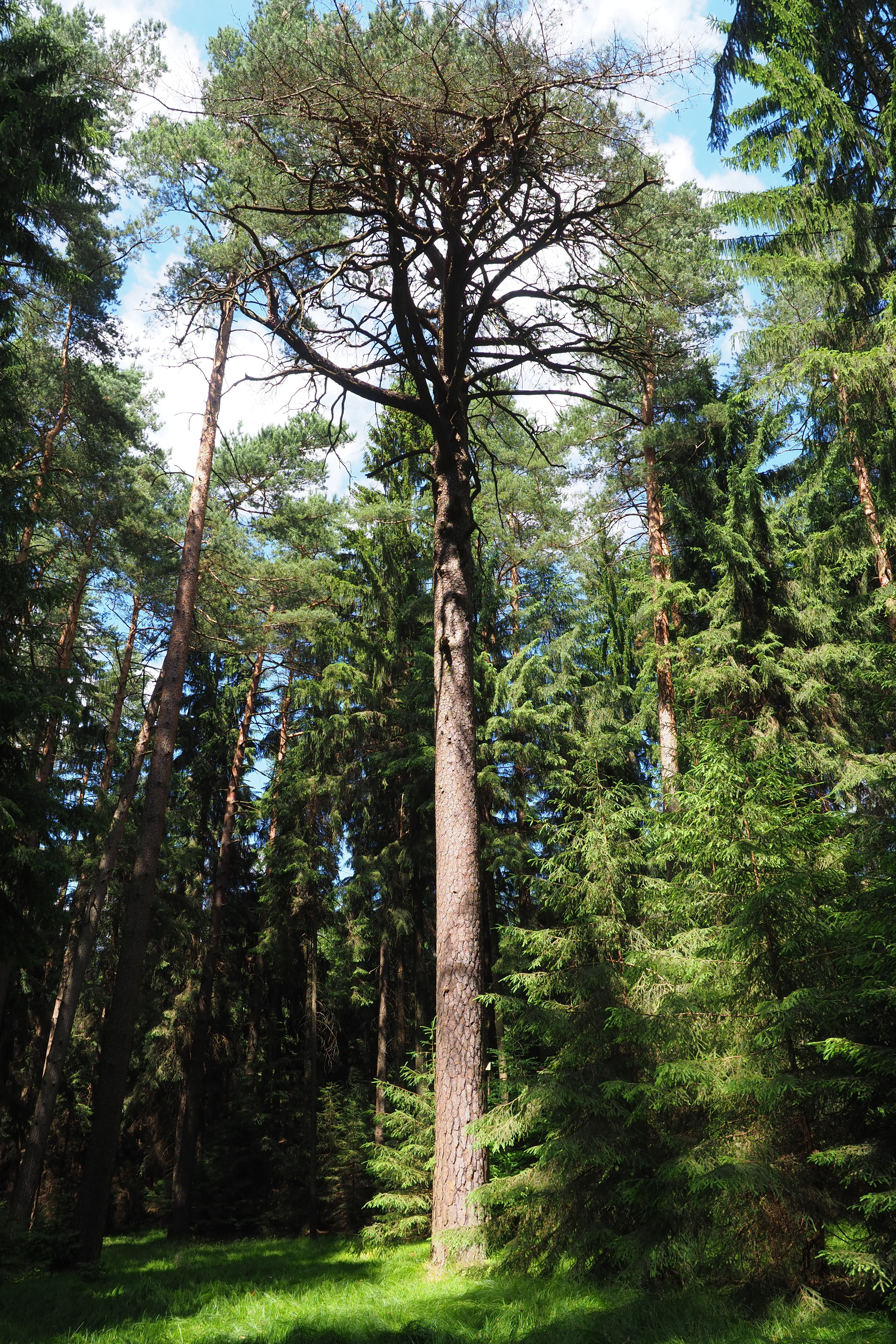
Kiefer, 2017

## Geographie
Der Baum steht im nordöstlichen Stadtgebiet Dresdens in der östlichen Dresdner Heide. Der Standort befindet sich etwa 60 Meter östlich des Weißiger Wegs zwischen dem nördlichen Ochsensteig und dem südlichen Bischofsweg. Der Baum überragt dort den ihn umgebenden lichten Hochwaldbestand.
Beim Staatsbetrieb Sachsenforst gehört dieser Standort im Forstbezirk Dresden zum Revier Ullersdorf, Forstabteilung 43.

## Geschichte

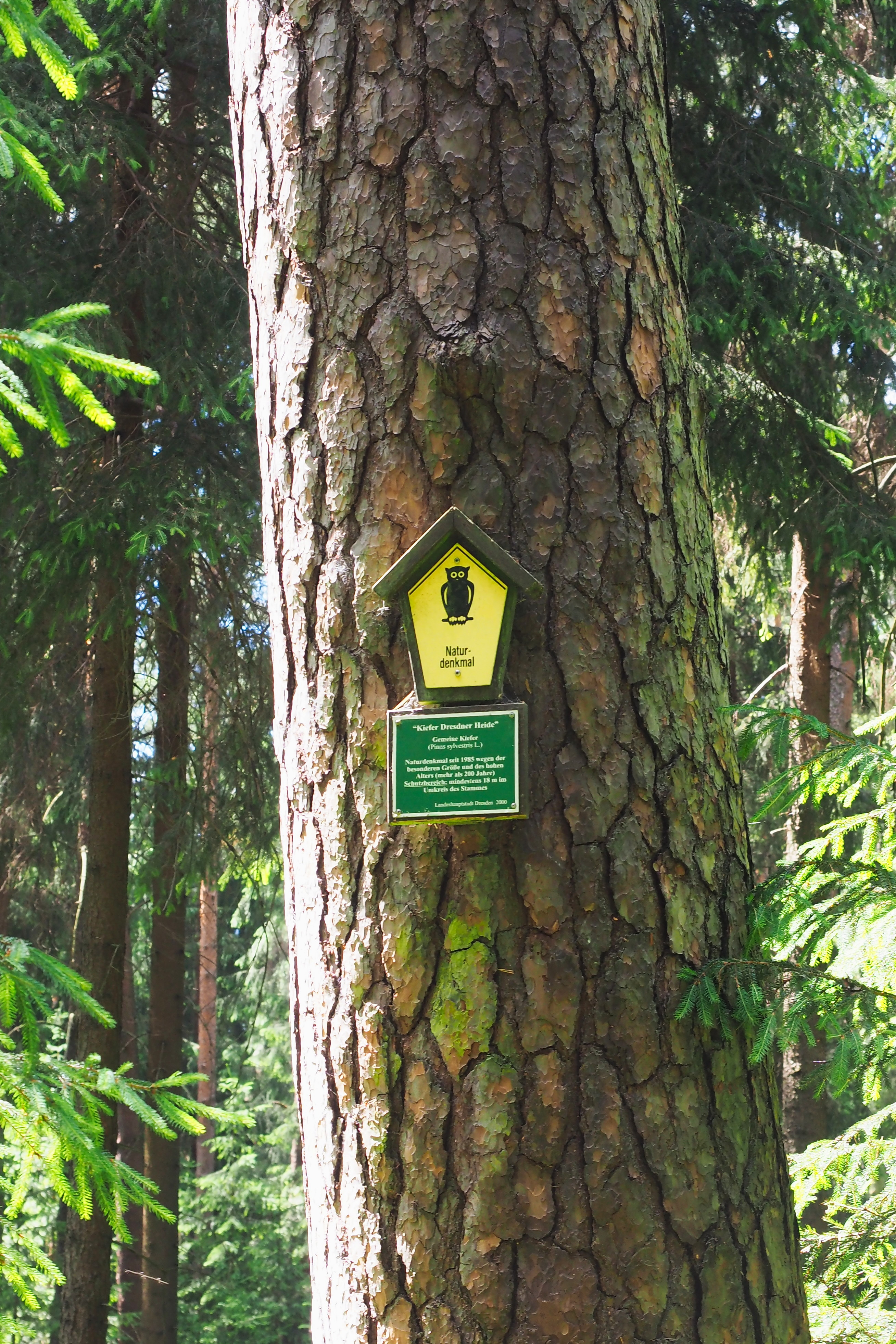
Denkmaltafel am Stamm

Der Baum entstammt der Mitte oder zweiten Hälfte des 18. Jahrhunderts. Seitdem hat er zwei Umtriebe überstanden, wobei die Umtriebszeit bei Kiefernforsten üblicherweise 80–140 Jahre beträgt.
Von 1958 bis 1975 war Karl Jahn (1910–1996) Leiter der Oberförsterei Dresdner Heide und Heller. Maßgeblich auf sein Betreiben geht zurück, dass die Dresdner Heide 1969 als Landschaftsschutzgebiet ausgewiesen wurde. Ehrenamtliche Naturschützer schlugen in den 1970er Jahren vor, die stattliche Kiefer unter Schutz zu stellen und zu Ehren des Oberförsters als Jahn-Kiefer (bzw. Karl-Jahn-Kiefer) zu benennen. Der Name konnte sich nicht durchsetzen, allerdings stellte der Rat der Stadt Dresden 1985 mehrere Einzelbäume im Stadtgebiet unter Schutz, darunter diese Kiefer an 32. Stelle der Liste der Biologischen Naturdenkmale.
Der Schutzbereich rings um den Baum erstreckt sich unter der gesamten Krone sowie mindestens 18 Meter vom Stamm.